# Il frutto del peccato
Il frutto del peccato (The Restless Years) è un film del 1958 diretto da Helmut Käutner in CinemaScope.

## Trama
Melinda Grant, una ragazza orfana di padre, vive da sempre nel paese dove è nata e dove nessuno mostra simpatia per lei o per sua madre. Quando a scuola arriva Will Henderson, un nuovo alunno che si mostra gentile e pieno di attenzioni verso di lei, Melinda diventa ben presto sua amica. La famiglia di Will si trova in un momento di profonde difficoltà economiche ma lui è un ragazzo simpatico e a scuola riscuote molte simpatie, anche quella di Polly Fisher, figlia di uno dei maggiorenti del paese. Quando, durante la preparazione della recita scolastica, la professoressa decide di assegnare la parte della protagonista femminile a Melinda e non a Polly, la ragazza si infuria anche perché è molto gelosa delle attenzioni che Will presta alla sua rivale. Will propone a Melinda di aiutarla ad imparare la sua parte e, per farlo, i due si rifugiano in un casolare nel bosco. Quando Polly lo scopre, ne approfitta per far scoppiare uno scandalo, facendo credere di averli sorpresi in atteggiamenti compromettenti. Melinda rimane scossa dalla calunnia di cui è oggetto ed è allora che sua madre, in presenza di Will, le racconta la verità. Suo padre non è morto, ha lasciato la città improvvisamente mentre lei era incinta senza dare mai più notizie di sé. È questo il motivo per cui tutti le trattano con freddezza. Ormai grande, Melinda affronterà il suo destino e aspetterà il ritorno di Will.